# Carausius scotti
Carausius scotti är en insektsart som beskrevs av Ferriere 1912. Carausius scotti ingår i släktet Carausius och familjen vandrande pinnar. Inga underarter finns listade.
Arten förekommer endemisk på en liten ö (Silhouette Island) som tillhör Seychellerna. Den vistas i områden mellan 250 och 600 meter över havet. Denna vandrande pinne lever i skogar med en undervegetation av ormbunkar som Asplenium nidus, Phymatodes scolopendria och Nephrolepis biserrata. Den äter främst gamla blad av den förstnämnda arten. Honor lägger ägg som kläcks efter tre månader.
Habitatet minskar på grund av att antalet introducerade växter (främst äkta kanel) ökar. Utbredningsområdet är cirka 10 km² stort. IUCN kategoriserar arten globalt som akut hotad.